# Broken Bells
I Broken Bells sono un gruppo musicale statunitense composto da Brian Burton (conosciuto come Danger Mouse) e James Mercer (anche membro dei The Shins).

## Storia
La nascita del progetto è stata annunciata il 29 settembre 2009. I due componenti del gruppo iniziano a lavorare assieme già nel marzo 2008, registrando del materiale a Los Angeles.
Nel marzo 2010 pubblicano l'album d'esordio, il "self-titled" Broken Bells. Il primo singolo The High Road viene offerto in download gratuito sul sito della band nel dicembre 2009. Viene prodotto il videoclip del brano The Ghost Inside (brano pubblicato come secondo singolo nel giugno 2010), interpretato da Christina Hendricks. Il disco ottiene un grande successo: raggiunge la posizione numero 7 della Billboard 200 e viene anche candidato ai Grammy Awards 2011 nella categoria "Best Alternative Music Album".
Nel marzo 2011 viene anche pubblicato l'EP Meyrin Fields. Esso consiste di B-side e pezzi strumentali.
Nell'ottobre 2013 viene annunciato il secondo album in studio, dal titolo After the Disco, la cui data di pubblicazione è il 4 febbraio 2014. Nel novembre 2013 viene nel frattempo diffuso il singolo Holding on for Life.
Il 29 giugno 2022 pubblicano "We're not in orbit yet...", singolo che anticipa il terzo album "Into the blue", distribuito a partire dal 7 ottobre dello stesso anno.

## Formazione
Stabile
- James Mercer - voce, basso, chitarre
- Brian Burton - organo, sintetizzatori, basso, piano, batteria, programmazioni, produzione

Live
Nei live la band include anche Nate Walcott e Nik Freitas della Conor Oberst and the Mystic Valley Band e gli ex-Hella Dan Elkan e Jonathan Hischke.

## Discografia

### Album in studio
- 2010 - Broken Bells
- 2014 - After the Disco
- 2022 - Into the Blue

### EP
- 2011 - Meyrin Fields